# بلند کردن مستقیم پا
بلند کردن مستقیم پا (انگلیسی: Straight leg raise) روش معاینه‌ای است که در مطب انجام می‌شود و با بلند کردن پا به صورت فعال (توسط بیمار) یا غیرفعال (توسط پزشک) صورت می‌پذیرد. اگر بالا بردن مستقیم ساق پا به‌طور فعال توسط بیمار انجام شود، این آزمایش قدرت عملکردی پا، به ویژه جزء راست رانی ماهیچه چهارسر ران را (بررسی همزمان خم شدن لگن و قدرت باز کردن و صاف نگه داشتن زانو) نشان می‌دهد. اگر به صورت غیرفعال (توسط پزشک) انجام شود (که به آن نشانه لازگ گفته می‌شود)، هدفش تعیین علت کمردرد بیمار است تا دریابند آیا فشار بر روی ریشه اعصاب نخاعی در کمر (اغلب در L5 یا عصب نخاعی پنجم کمری) وجود دارد یا خیر. بقیه این مقاله به نسخه غیرفعال آزمون مربوط می‌شود.
یک روش خاص از این معاینه آن است که پا را در حالی که بیمار نشسته است، بلند کنید. با این حال، این روش باعث کاهش حساسیت آزمون می‌شود.
به منظور افزایش ویژگی این آزمایش، می‌توان مچ پا را خم کرد و ستون فقرات گردنی را هم به جلو خم کرد. این امر باعث افزایش کشش ریشه عصبی و سخت‌شامه می‌شود.
اگر زمانی که پای صاف در زاویه بین ۳۰ تا ۷۰ درجه باشد، بیمار دچار درد سیاتیک، و به‌طور اخص دردی که به پایین ساق پا می‌زند (رادیکولوپاتی) گردد، آزمایش مثبت است و فتق دیسک کمر یکی از دلایل احتمالی درد است. اگر آزمایش منفی باشد، علت متفاوت دیگری برای کمردرد مطرح می‌شود.
بلند کردن مستقیم پا باید موجب درد در خودِ پا شود تا بگوئیم تست مثبت است. اگر این کار تنها باعث کمردرد شود، آزمایش منفی تلقی می‌شود.
یک فراتحلیل حساسیت و ویژگی زیر را برای آزمون بلند کردن مستقیم پا گزارش کرد:
- حساسیت ۹۱٪
- ویژگی ۲۶٪

اگر بالا بردن پای مخالف (سالم)، باعث درد در پای مقابل (بیمار) شود (آزمون بلند کردن مستقیم پای مقابل):
- حساسیت ۲۹٪
- ویژگی ۸۸٪

## نشانهٔ لازگ
نشانهٔ لازگ به نام پزشک فرانسوی شارل لازگ (۱۸۸۳–۱۸۱۶) نامگذاری شده است. در سال ۱۸۶۴، دانشجوی پزشکی لازگ، «ژ.ژ. فورست» نشانه‌های ایجاد کمردرد را هنگام صاف کردن زانو در زمانی که پا از قبل بلند شده است، توضیح داد. در سال ۱۸۸۰، پزشک صرب، لازا لازارویچ، آزمون بلند کردن مستقیم پا را به روشی که امروزه مورد استفاده است، توصیف کرد، بنابراین این نشانه اغلب در صربستان و برخی کشورهای دیگر نشانهٔ لازارویچ شناخته می‌شود.